# Chermesa
Chermesa (titlul original: în germană Kirmes) este un film dramatic vest-german, realizat în 1960 de regizorul Wolfgang Staudte,după o idee de Claus Hubalek, protagoniști fiind actorii Götz George, Juliette Mayniel, Hans Mahnke și Wolfgang Reichmann.

## Conținut
În 1959, într-un mic sat din Eifel are loc iarmarocul anual. Când un carusel este pe cale să fie ancorat în sol, un lucrător descoperă un schelet, o cască de oțel și un pistol-mitralieră. În spatele celor descoperite se află povestea lui Robert Mertens, un simplu soldat în vârstă de doar 18 ani care a dezertat în 1944 și s-a refugiat în satul său natal. Odată ajuns acolo însă, nu a găsit pe nimeni care să-l ajute, nici foștii săi prieteni, nici pastorul, nici măcar proprii părinți. În neliniștea sa, Robert a luat în cele din urmă o decizie amară: să întoarcă pistolul spre el însuși.
În ultimele zile ale războiului, rudele sale l-au îngropat într-un crater de bombă, exact unde trebuia să fie ținută chermesa.

## Distribuție
- Juliette Mayniel – Annette
- Götz George – Robert Mertens
- Hans Mahnke – Paul Mertens
- Manja Behrens – Martha Mertens
- Wolfgang Reichmann – Georg Hölchert
- Fritz Schmiedel – preotul
- Benno Hoffmann – birtașul Balthausen
- Elisabeth Goebel – birtașa Balthausen
- Erica Schramm – Eva Schumann
- Irmgard Kleber – Else Mertens
- Horst Niendorf – soldatul tânăr
- Reidar Müller[2] – locotenentul Wandray
- Rudolf Birkemeyer – căpitanul Menzel
- Hansi Jochmann – Erika
- Solveig Loevel – Gertrud

## Premii
- 1960: Fimul a luat parte la cel de-al 10-lea Festivalul Internațional de Film de la Berlin, unde Juliette Mayniel a câștigat Ursul de Argint pentru cea mai bună interpretare feminină.